# 無明
無明（むみょう、梵: avidyā）とは、仏教用語で、無知のこと。とくに仏教の説く法（真理）に暗いことをいう。
この概念は、形而上学的な世界の性質、とりわけ世界が無常および無我であることの教義についての無知を指す 。無明は苦の根源であり、最初の因縁の輪に結びつき、繰り返す転生の始まりとなる。
無明は仏教の教えの中で、様々な文脈での無知・誤解として取り上げられている。
- 四諦についての無知[8][9][1]
- 十二因縁における最初の輪
- 大乗仏教における三毒のひとつ
- 大乗仏教アビダルマにおける6つの煩悩心所のひとつ
- 上座部仏教における十結のひとつ[10][1]
- 上座部仏教アビダルマにおける癡（moha）に相当

## 概説
| 「 | 無常なものに常をいだき、苦であるものに楽をいだき、無我なものに我をいだき、不浄なものに浄をいだく。 | 」 |

無明とは情報の欠如ではなく「現実についての根深い部分での誤解」であると、ピーター・ハーヴェイは述べている 。十二因縁では、すべての苦は、無明（迷い）を原因とする煩悩から発生し、智慧によって無明を破ることにより消滅すると説く。
我というものが存在するという見解（有身見）も無明である。無常であるものを常住と見るが、それが失われると苦しみを生じる。すべての苦しみはこの無明を原因として発生すると説く。この苦しみを消滅する方法は、初期経典には定型文句として四諦、八正道であると説かれている。この四諦、およびその意味を理解していないことも無明である。

## 四諦についての無知
無明の滅尽によって苦の滅尽があると説く。

Yaṃ kho bhikkhu, dukkhe aññāṇaṃ, dukkhasamudaye aññāṇaṃ, dukkhanirodhe aññāṇaṃ, dukkhanirodhagāminiyā paṭipadāya aññāṇaṃ ayaṃ vuccati bhikkhu, avijjā, ettāvatā ca avijjāgato hoti.
比丘たちよ、苦に対する無知、苦の集に対する無知、苦の滅に対する無知、苦の滅へ導く道に対する無知。
	
比丘たちよ、これらを無明という。これらの点をもって、無明に至った者ということができる。
—パーリ仏典, 経蔵相応部道相応無明品 無明経 Avijjāsuttaṃ, Sri Lanka Tripitaka Project 

我は「是は苦なり」と如実に知見し、「是は苦の集なり」と如実に知見し、「是は苦の滅なりと如実に知見し、「是は苦の滅に導く道なり」と如実に知見せり。「是等は漏なり」と如実に知見し、「是は漏の集なり」と如実に知見し、「裏は漏の滅なり」と如実に知見し、「是は漏の滅に導く道なり」と如実に知見せり。
我は是の如く知り是の如く見るが故に、心は欲漏より解脱し有漏より解脱し無明漏より解脱して、「解脱に於て解脱せり」の智を生じ、「生は盡きぬ、梵行は修せられたり、爲すべきは爲されたり、更に生を受くる事なし」と知見せり。婆羅門、これ夜の後刻に於て、我、第三の智慧を體得し、無明は去りて明を得、闇は去りて明を得たるなり。
—南伝大蔵経 律蔵 大分別 第一不浄戒 p.8

## 転生の始まり
十二因縁において、最初の要因である。清浄道論においては、十二の中で最重要であるとの位置づけであり、時間的に最初に起こったものではないとブッダゴーサは注記している。無始（Anamataggo）とは「始まりが知ることができない」との意味。

Anamataggoyaṃ bhikkhave saṃsāro. Pubbākoṭi na paññāyati avijjānīvaraṇānaṃ sattānaṃ taṇhāsaṃyojanānaṃ sandhāvataṃ saṃsarataṃ.
比丘たちよ、この輪廻は無始（Anamataggo）である。無明という蓋があって、渇愛と結びいて流転する衆生らの輪廻の終わりは、知ることができない。
—パーリ仏典, 相応部無始相応 22.Sāvatthiyaṃ, Sri Lanka Tripitaka Project 

Avijjānīvaraṇassa bhikkhave, paṇḍitassa taṇhāya sampayuttassa evamayaṃ kāyo samudāgato. 

比丘たちよ、愚者には無明という蓋があって、渇愛と結びついたため、いまこのような身体（kaya）が生まれたのである。
Na hi bhikkhave, bālo acari brahmacariyaṃ sammā dukkhakkhayāya. Tasmā bālo kāyassa bhedā kāyūpago hoti. So kāyūpago samāno na parimuccati jātiyā jarāmaraṇena sokehi paridevehi dukkhehi domanassehi upāyāsehi na parimuccati dukkhasmā'ti vadāmi.

比丘たちよ、愚者は正しく苦を滅尽するための、清浄行を行なっていないのだ。それゆえ愚者は、身体が崩壊しても、新たな身体が存在し、新たな身体に至るため、生・老死・悲・悲嘆・苦・憂・悩より解放されず、苦より解放されないと私は説く。
—パーリ仏典, 相応部因縁相応 12.19 愚賢経, Sri Lanka Tripitaka Project

## 煩悩のひとつとして
仏典においては、熟語化された煩悩として記載される。
- 七随眠のひとつ、無明随眠（avijja-nusaya ）[1]
- 十結のひとつ、無明結 （avijja-saṃyojana）[1]
- 四軛のひとつ、無明軛 （avijja-yoga）[1]
- 四暴流のひとつ、無明暴流 （avijjogha）[1]
- 三漏のひとつ、無明漏 （avijjasava）[1]

## 関連文献
- INBUDS>無明